# Cornas (wijn)

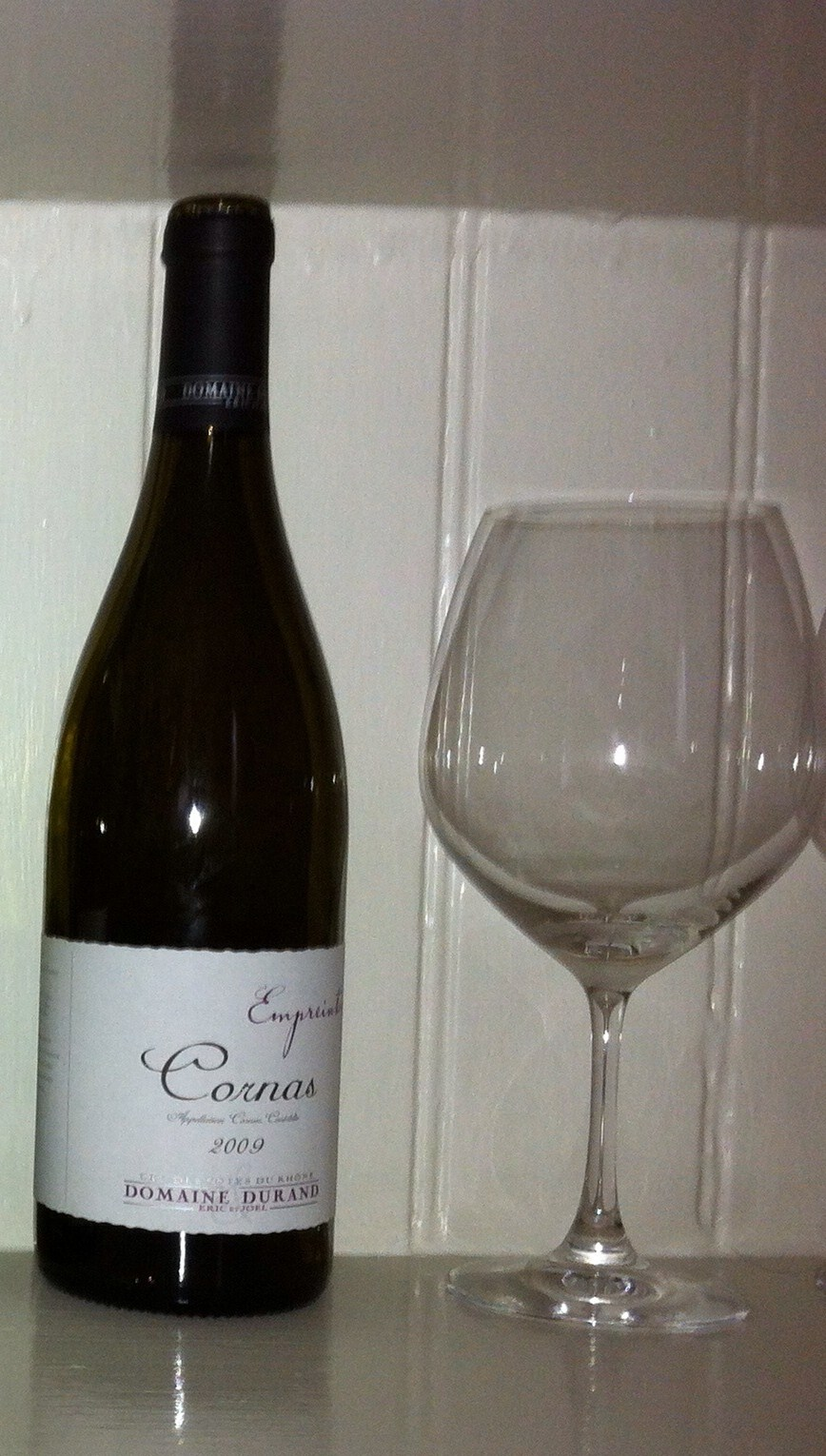
Cornas

Cornas is een Franse wijn uit de Noordelijke Rhône (ten noorden van Valence. Net zoals de Hermitage wordt de wijn uitsluitend uit Syrah-druiven verkregen. Cornas betekent verbrande aarde in het oude Keltisch. Door zijn ligging is het vaak de eerst geoogste rode wijn van de Noordelijke-Rhône. 

## Geschiedenis
De wijngaarden van Cornas dateren waarschijnlijk al uit de oudheid. De eerste chaillées (zie verder) werden al door de Romeinen aangelegd. De legende gaat dat Karel de Grote deze wijn zelf in het jaar 840 geproefd zou hebben. In de 10e eeuw werd voor het eerst over dit wijngebied geschreven. 

## Kwaliteitsaanduiding
Cornas heeft sinds 1938 een AOC-status. In 1960 werd het gebied van de AOC fors uitgebreid. 

## Variëteiten
Binnen deze AOC wordt alleen rode wijn gemaakt. 

## Toegestane druivensoorten
100% Syrah

## Gebied
Het gebied ligt in het departement Ardèche op de rechteroever van de Rhône. Het omvat alleen de gemeente Cornas.

## Terroir
- Ligging: het grondgebied bevindt zich tussen 125 m en 400 m boven de zeespiegel. De wijngaarden liggen op het zuiden en zuidoosten. Ze worden grotendeels omringd door heuvels die ze beschermt tegen de Mistral en daarom ook tegen grote temperatuurschommelingen. De wijngaarden liggen als het ware in een natuurlijk amfitheater. De wijngaarden zijn steil en bestaan uit smalle terrassen die ter plaatse chaillées worden genoemd.
- Bodem: De bodem bestaat vooral uit graniet met leemafzettingen en gneis.
- Klimaat: Mediterraan klimaat

## Kenmerken
Het is een zeer donkere rode, bijna zwarte, wijn. Het wordt beschouwd als een van de meest robuuste van Frankrijk. Deze wijnen kunnen heel goed ouderen. De tanines worden dan ronder en ze ontwikklen aroma’s van zwart fruit met een kruidige, droppige afdronk. De wijn moet meestal toch wel 5-15 jaar ouderen voor ze op dronk is. Een aantal jonge producenten maakt meer toegankelijke wijnen die eerder op dronk zijn.

## Productie en opbrengst
- Areaal is 125 ha.
- Opbrengst is gemiddeld 36 hl/ha, maar mag maximaal 40hl/ha bedragen.
- Productie bedraagt 4.455 hl in 2011, waarvan 28% geëxporteerd wordt.

## Producenten
65 producenten in 2005 waarvan;
- 57 private wijnmakers
- 1 coöperatie
- 7 handelshuizen

## Bron
- Rhône wines